# Новосвободная
Новосвободная — станица в Майкопском муниципальном районе Республики Адыгея. Входит в состав Абадзехского сельского поселения.

## География
Расположена в верховьях реки Фарс, в горно-лесной местности, в 19 км к востоку от станицы Абадзехской.

## История
Станица основана в 1862 году и названа Верхне-Фарсовской, но в 1864 году получила название Царской. В составе Кубанской области станица входила в Майкопский отдел. Название Новосвободная с 1920 года.

## Население
| 2002 | 2010 | 2013 | 2014 | 2015 | 2016 | 2017 |
| ---- | ---- | ---- | ---- | ---- | ---- | ---- |
| 734  | ↘633 | ↘623 | ↗639 | ↘618 | ↘607 | ↘597 |
| 2018 | 2019 | 2020 | 2021 | 2023 | 2024 |      |
| ↘591 | ↘587 | ↗608 | ↗632 | ↘624 | ↘610 |      |

Численность населения станицы Новосвободной: 633 человека, из них 304 мужчины и 329 женщин (2010).

По данным Всероссийской переписи населения 2021 года:
| Народ   | Численность, чел. | Доля от всего населения, % |
| ------- | ----------------- | -------------------------- |
| русские | 611               | 96,68 %                    |
| другие  | 21                | 3,32 %                     |
| всего   | 632               | 100,0 %                    |

## Достопримечательности
Развалины белокаменной часовни, построенной в 1881 году в память о встрече 17 сентября 1861 года российского императора Александра II с делегацией адыгов.

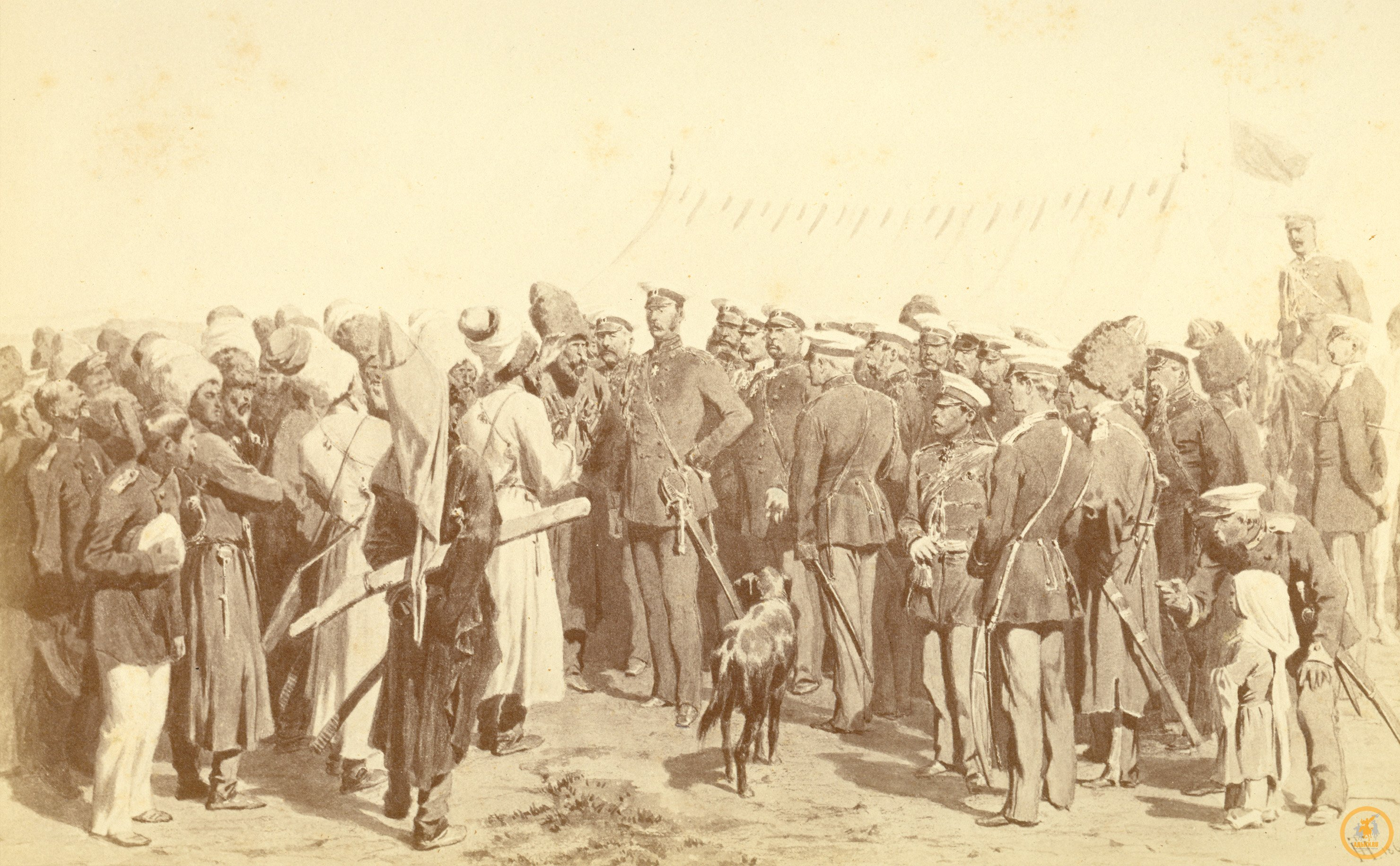
Приём императором Александром II депутаций черкесских племён в лагере Абадзехского отряда в 1861 году. С картины Т. Горшельта

В окрестностях расположены дольмены знаменитой Богатырской поляны (свыше 400 руин дольменов).
У станицы находится курган могильника «Клады». У жившего в раннебронзовом веке представителя новосвободненской культуры была определена митохондриальная гаплогруппа V7, что указывает на его среднеевропейские корни.
В дольмене майкопской культуры (эпоха ранней бронзы), открытом в 1898 году у станицы Царской, обнаружено меховое одеяние, изготовленное между XXXI и XXX веками до н. э. из шкурок сусликов. Под накидкой также обнаружены фрагменты одежды из шерсти и хлопка.
Здесь археологом А. Д. Резепкиным найден самый древний известный на сегодняшний день меч в мире (протомеч): бронзовый, общей длиной 63 см с длиной рукояти 11 см. Он датируется второй третью IV тысячелетия до н. э. Экспонируется в Государственном Эрмитаже.
В 7 км от станицы на террасе скальника левого берега реки Лакруш находится пещера Буткова, которая имеет несколько реальных входов, а также несколько ложных входов. По местной легенде, она тянется несколько километров до посёлка Победа. В пещере встречаются фрагменты средневековой керамики.
В окрестностях станицы есть водопад реки Лакруш, расположенный неподалёку от Бутковой пещеры.